# ارلیونک اس۲۳
ارلیونک اس۲۳ (S-23 Orlyonok) یک قایق پرنده (اکرانوپلان) ویژه حمل کماندوهای دریایی است که به سرپرستی مهندس «الکسیف پ ی» طراحی گردیده است.
هواگرد «ارلیونک» در سال ۱۹۷۲ میلادی در کارخانه کشتی سازی ولگا واقع در ساحل رودخانه ولگا ساخته و مونتاژ گردید.

## اولین پرواز
اولین پرواز این قایق پرنده در سال ۱۹۷۳ میلادی در یکی از کانالهای رودخانه ولگا صورت گرفت و پس از آن هواگرد را به دریای خزر انتقال دادند که آزمایشها و تمرینات مورد لزوم آنجا در روی آن صورت گیرد از این مدل هواگرد سه نمونه ساخته و مونتاژ گردیده است که در لشکر یازدهم هوابرد روسیه قرار گرفته‌اند با توجه به کارائی و کاربرد هواگرد ارلیونک فرماندهی نیروی دریای شوروی سابق دستور ساخت و مونتاژ ۱۲۰ فروند دیگر را صادر کرد تا در ناوگانهای مختلف نیروی دریای کشور بزرگ اتحاد شوروی سابق قرار گیرند. در سال ۱۹۸۴ میلادی وزیر دفاع وقت اتحاد جماهیر شوروی «استینوف. د. ف» دستوری مبنی بر توقف ساخت و مونتاژ هواگردها صادر نمود.

## توسعه
در سال ۲۰۰۲ میلادی پروژه مشترکی میان کشور روسیه و کشور انگلستان برای ساخت اکرانوپلان جدیدی با نام CM-6 صورت گرفت (KomissarovS.Russis Ekranoplans.England,Midland,2002).
برای ساخت بدنه آروپلانها اغلب از آلیاژ آلمینیوم و منگنز استفاده می‌کنند اما در هواگرد ارلیونک از فلز K462T1استفاده گردیده است که خواص آن ضمن سبک بودن خیلی سخت و محکم است.
پشتیبانی و پرواز اکرانوپلان ارلیونک توسط نه نفر به ازای چهار نفر افسر نیرو دریایی صورت می‌گرفت و آئروپلان ارلیونک دارای سه موتور می‌باشد یکی برای پرواز به جلو در روی سطح آب که با کمک دو ملخ چهار پره مدل AB-90 که بر خلاف جهت همدیگر می‌چرخند و دو موتور دیگری برای بلند کردن آئروپلان از سطح آب است آروپلان توانائی حمل باری به وزن ۲۸۰۰۰ کیلوگرم و یک یا دو نفربر بی‌ام‌پی مخصوص نیروهای هوابرد یا ۱۵۰ تا ۲۰۰ نفر نیروهای کماندوهای دریایی با تمام وسایلشان می‌باشد.

## مشخصات
. وزن با بار کامل (تن): ۱۲۲–۱۲۵
. وزن خالی (تن): ۱۰۰
. بیشترین وزن بار قابل حمل (تن): ۲۸
. طول (متر): ۳۱٫۵
. فاصله دو سر بالها (متر): ۸٫۱۱
. عمق آبخور (متر): ۱٫۵
. موتورTVDNK-12MK برای حرکت در روی سطح آب با توان (اسب بخار): ۱۵۴۰۰
. دو موتور TRDK-8-4K برای بلند شدن از سطح آب هر کدام با توانی به وزن (کیلوگرم): ۱۰۵۰۰
. حداکثر برد پرواز یک طرفه با سرعت ۳۵۰ کیلومتر (میل دریایی): ۷۰۰
. ماکزیمم سرعت حرکت در آب (کیلومتربر ساعت): ۴۰۰
. سرعت گشت زنی در آب (کیلومتربر ساعت): ۳۶۰
. ارتفاع پرواز بر روی سطح آب (متر): ۰٫۵–۵

## جنگ‌افزار
برج توپخانه برای نصب دو قبضه مسلسل کالیبر ۵۰ و یک قبضه مسلسل NSV machine gun با ۱۴۰۰ فشنگ
برای رهیابی هواگرد مجهز به رادار RLCMP-244 و رادار دیگر SPLAV radar گردیده است.